# الیکایی رودخانه‌ای
الیکایی رودخانه‌ای (نام علمی: Cantorchilus semibadius) نام یک گونه از سرده کنارخوان‌ها است.